# Nojeon-en-Vexin
Nojeon-en-Vexin é uma comuna francesa na região administrativa da Normandia, no departamento de Eure. Estende-se por uma área de 12,81 km². Em 2010 a comuna tinha 345 habitantes (densidade: 26,9 hab./km²).